# カートレット男爵
カートレット男爵（Baron Carteret）は、イギリスの男爵位。2回創設されており、第1期は1681年創設のイングランド貴族、第2期は1784年創設のグレートブリテン貴族である。いずれも廃絶している。

## 歴史

### 第1期

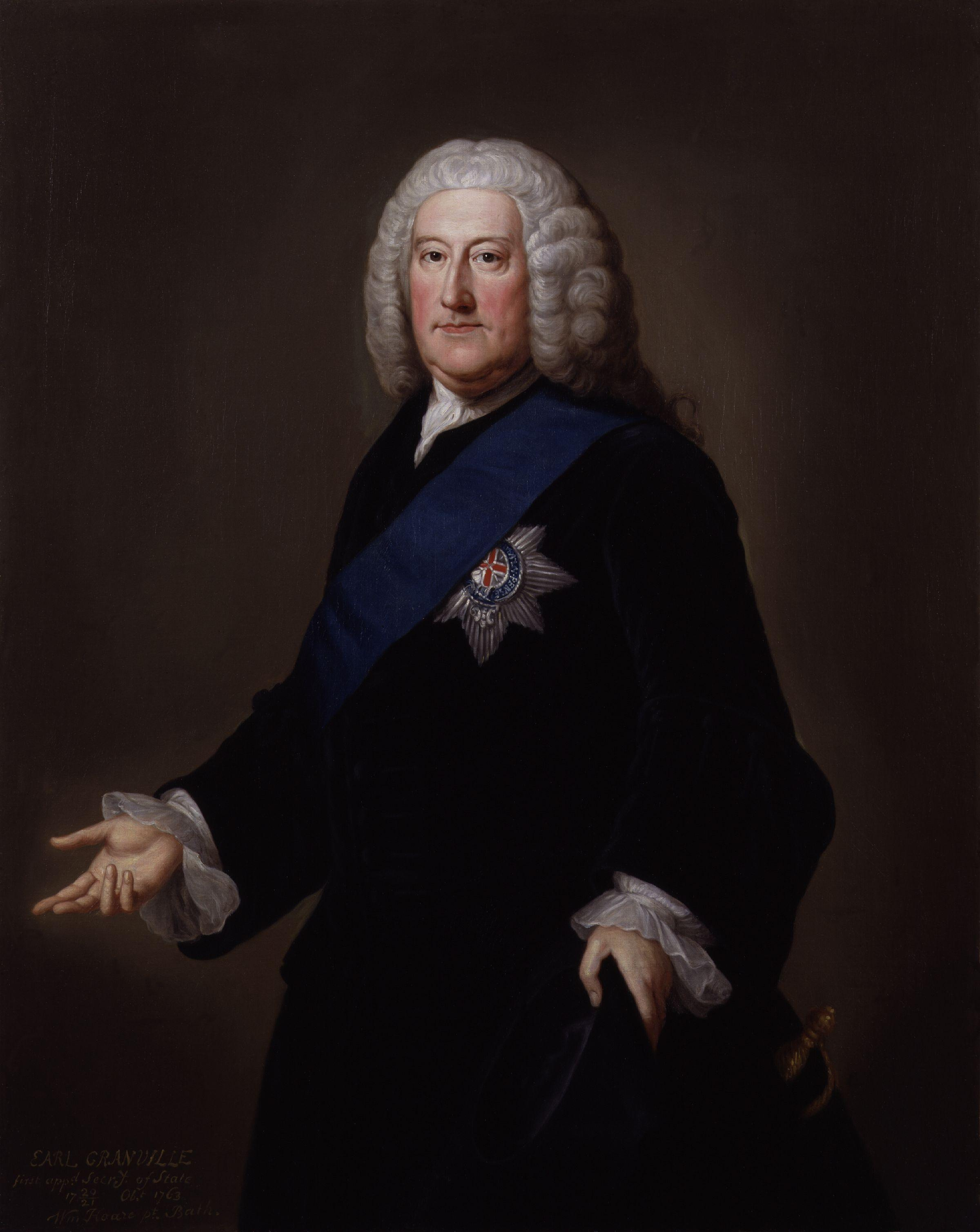
第2代グランヴィル伯爵・第2代カートレット男爵ジョン・カートレット

清教徒革命中、王党派として行動したジャージー島の政治家ジョージ・カートレット(1610頃–1680)は、1645年5月9日にイングランド準男爵位の"ジャージー島におけるMeteschesの"準男爵（Baronet "of Metesches, in Jersey"）に叙せられた。王政復古後、彼は初代クラレンドン伯爵エドワード・ハイドが主導する復古王政政府で海軍主計官を務めたり、王弟ヨーク公ジェームズ（ジェームズ2世）からニュージャージー植民地を譲り受けて同地の領主になり、ニュージャージーという名前の名付け親になるなどした。
初代準男爵の死後にはその同名の孫であるジョージ・カートレット(1669–1695)が第2代準男爵を継承した。さらにその翌年の1681年10月19日にはイングランド貴族爵位ベッドフォード州のハウネスのカートレット男爵(Baron Carteret of Hawnes,  in the County of Bedford)に叙せられた。これが第1期のカートレット男爵位の創設である。またカートレット家のニュージャージーの権利は彼の代にウィリアム・ペンらクエーカーたちに売却して処分している。
その息子である第2代カートレット男爵ジョン・カートレット(1690–1763)は、ホイッグ党の主要政治家の一人として政界で活躍し、首相ロバート・ウォルポールと政権内で反目し合い、ウォルポール内閣が倒閣された後に成立した初代ウィルミントン伯爵スペンサー・コンプトンの内閣を実質的に主導したが、その次のペラム内閣下で議会の批判を受けて失脚した。彼の母グレイス・カートレット(1654–1744)は、1715年1月1日に実家バース伯爵グランヴィル家の家名に由来するグランヴィル女伯爵(Countess Granville)、および結婚後の家名に由来するカートレット女子爵(Viscountess Carteret)に叙されており（いずれもグレートブリテン貴族爵位）、1744年10月18日に彼女が死去するとこれらの爵位もジョン・カートレットが継承したため、以降カートレット男爵位はグランヴィル伯爵位の従属爵位となった
その息子である3代グランヴィル伯(3代カートレット男爵)ロバート・カートレット(1721–1776)には子供がなく、彼の死とともにカートレット男爵位を含むすべての保有爵位が消滅した。

### 第2期
第1期の2代カートレット男爵(2代グランヴィル伯)の娘ルイーザ・カートレットは、第2代ウェイマス子爵トマス・シンと結婚し、彼との間に2人の男子を儲けていた。そのうち長男のトマス・シン(1734年-1796年)は、父から第3代ウェイマス子爵位を継承し、1789年8月18日にはグレートブリテン貴族爵位バース侯爵に叙せられている。一方次男のヘンリー・シン(1735-1826)は、母方のカートレット家の財産を継承したため、カートレット姓に改姓し、1784年1月29日にはカートレット家が保有していた爵位と同じ名前のグレートブリテン貴族爵位ベッドフォード州のハウネスのカートレット男爵(Baron Carteret of Hawnes,  in the County of Bedford)を与えられた。これが2期目のカートレット男爵位の創設である。ヘンリーには子供がなかったため、この爵位には兄(初代バース侯)のヤンガーサン(次男以下)を特別継承者(special remainder)とする規定が付けられていた
この規定に基づき、初代男爵の死後、初代バース侯の次男ジョージ・シン(1770–1838)が2代カートレット男爵を継承した。彼にも子供はなかったので、彼の死後はその弟(初代バース侯の三男)であるジョン・シン(1772-1849)が3代カートレット男爵位を継承している。しかし彼にも子供はなく、3代男爵の死去とともに第2期のカートレット男爵位も廃絶した。

## 歴代当主

### "Meteschesの"準男爵 (1645年)
- 初代準男爵サー・ジョージ・カートレット（英語版） (George Carteret,1610頃–1680)
- 2代準男爵サー・ジョージ・カートレット (George Carteret,1669–1695) - 先代の孫。1681年にカートレット男爵(第1期)に叙される

### カートレット男爵 第1期 (1681年)
- 初代カートレット男爵ジョージ・カートレット (George Carteret,1669–1695)
- 2代カートレット男爵/2代グランヴィル伯爵ジョン・カートレット (John Carteret,1690–1763) - 先代の息子。母からグランヴィル伯爵継承
- 3代カートレット男爵/3代グランヴィル伯爵ロバート・カートレット (Robert Carteret, 1721–1776) - 先代の息子。嗣子なく廃絶

### カートレット男爵 第2期 (1784年)
- 初代カートレット男爵ヘンリー・カートレット（英語版） (Henry Carteret, 1735–1826) - 第1期2代男爵の娘の子
- 2代カートレット男爵ジョージ・シン (George Thynne, 1770–1838) - 先代の甥
- 3代カートレット男爵ジョン・シン (John Thynne,1772-1849) - 先代の弟。嗣子なく廃絶

## 家系図
|                                            |                                            |                                            |                                            | 1645年準男爵                                    |                                            |                                          |                                          |                                                                                    |                                                |                                                                   |                                                                   |                                                                   |                                                                   |                                                                   |                                                                   |                                                                                      |                                                                                      |                                                                                      |                                                                                      |                                                                                      |                                                                                      |                                                           |                                                           |                                                           |                                                           |  |  |
|                                            |                                            |                                            |                                            | 初代準男爵 ジョージ・カートレット (1610頃–1680) |                                            |                                          |                                          |                                                                                    |                                                |                                                                   |                                                                   |                                                                   |                                                                   |                                                                   |                                                                   |                                                                                      |                                                                                      |                                                                                      |                                                                                      |                                                                                      |                                                                                      |                                                           |                                                           |                                                           |                                                           |  |  |
|                                            |                                            |                                            |                                            |                                                 |                                            |                                          |                                          |                                                                                    |                                                |                                                                   |                                                                   |                                                                   |                                                                   |                                                                   |                                                                   |                                                                                      |                                                                                      |                                                                                      |                                                                                      |                                                                                      |                                                                                      |                                                           |                                                           |                                                           |                                                           |  |  |
|                                            |                                            |                                            |                                            |                                                 |                                            |                                          |                                          |                                                                                    |                                                |                                                                   |                                                                   | 1661年バース伯爵(3期)                                             |                                                                   |                                                                   |                                                                   |                                                                                      |                                                                                      |                                                                                      |                                                                                      |                                                                                      |                                                                                      |                                                           |                                                           |                                                           |                                                           |  |  |
|                                            |                                            |                                            |                                            | フィリップ・カートレット (生年不詳–1672)        | フィリップ・カートレット (生年不詳–1672)   | フィリップ・カートレット (生年不詳–1672) | フィリップ・カートレット (生年不詳–1672) | フィリップ・カートレット (生年不詳–1672)                                           | フィリップ・カートレット (生年不詳–1672)       |                                                                   |                                                                   | 初代バース伯爵 ジョン・グランヴィル (1628–1701)                   | 初代バース伯爵 ジョン・グランヴィル (1628–1701)                   | 初代バース伯爵 ジョン・グランヴィル (1628–1701)                   | 初代バース伯爵 ジョン・グランヴィル (1628–1701)                   | 初代バース伯爵 ジョン・グランヴィル (1628–1701)                                      | 初代バース伯爵 ジョン・グランヴィル (1628–1701)                                      |                                                                                      |                                                                                      |                                                                                      |                                                                                      |                                                           |                                                           |                                                           |                                                           |  |  |
|                                            |                                            |                                            |                                            | フィリップ・カートレット (生年不詳–1672)        | フィリップ・カートレット (生年不詳–1672)   | フィリップ・カートレット (生年不詳–1672) | フィリップ・カートレット (生年不詳–1672) | フィリップ・カートレット (生年不詳–1672)                                           | フィリップ・カートレット (生年不詳–1672)       |                                                                   |                                                                   | 初代バース伯爵 ジョン・グランヴィル (1628–1701)                   | 初代バース伯爵 ジョン・グランヴィル (1628–1701)                   | 初代バース伯爵 ジョン・グランヴィル (1628–1701)                   | 初代バース伯爵 ジョン・グランヴィル (1628–1701)                   | 初代バース伯爵 ジョン・グランヴィル (1628–1701)                                      | 初代バース伯爵 ジョン・グランヴィル (1628–1701)                                      |                                                                                      |                                                                                      |                                                                                      |                                                                                      |                                                           |                                                           |                                                           |                                                           |  |  |
|                                            |                                            |                                            |                                            | 1681年カートレット男爵(1期)                     | 1681年カートレット男爵(1期)                | 1681年カートレット男爵(1期)              | 1681年カートレット男爵(1期)              | 1681年カートレット男爵(1期)                                                        | 1681年カートレット男爵(1期)                    |                                                                   |                                                                   | 1715年グランヴィル伯爵(1期)                                       | 1715年グランヴィル伯爵(1期)                                       | 1715年グランヴィル伯爵(1期)                                       | 1715年グランヴィル伯爵(1期)                                       | 1715年グランヴィル伯爵(1期)                                                          | 1715年グランヴィル伯爵(1期)                                                          |                                                                                      |                                                                                      |                                                                                      |                                                                                      |                                                           |                                                           |                                                           |                                                           |  |  |
|                                            |                                            |                                            |                                            | 1681年カートレット男爵(1期)                     | 1681年カートレット男爵(1期)                | 1681年カートレット男爵(1期)              | 1681年カートレット男爵(1期)              | 1681年カートレット男爵(1期)                                                        | 1681年カートレット男爵(1期)                    | 初代カートレット男爵 2代準男爵 ジョージ・カートレット (1667–1695) | 初代カートレット男爵 2代準男爵 ジョージ・カートレット (1667–1695) | 初代カートレット男爵 2代準男爵 ジョージ・カートレット (1667–1695) | 初代カートレット男爵 2代準男爵 ジョージ・カートレット (1667–1695) | 初代カートレット男爵 2代準男爵 ジョージ・カートレット (1667–1695) | 初代カートレット男爵 2代準男爵 ジョージ・カートレット (1667–1695) | 1715年グランヴィル伯爵(1期)                                                          | 1715年グランヴィル伯爵(1期)                                                          |                                                                                      |                                                                                      | 初代グランヴィル女伯爵 グレイス・カートレット (1654–1744)                            | 初代グランヴィル女伯爵 グレイス・カートレット (1654–1744)                            | 初代グランヴィル女伯爵 グレイス・カートレット (1654–1744) | 初代グランヴィル女伯爵 グレイス・カートレット (1654–1744) | 初代グランヴィル女伯爵 グレイス・カートレット (1654–1744) | 初代グランヴィル女伯爵 グレイス・カートレット (1654–1744) |  |  |
|                                            |                                            |                                            |                                            |                                                 |                                            |                                          |                                          |                                                                                    |                                                | 初代カートレット男爵 2代準男爵 ジョージ・カートレット (1667–1695) | 初代カートレット男爵 2代準男爵 ジョージ・カートレット (1667–1695) | 初代カートレット男爵 2代準男爵 ジョージ・カートレット (1667–1695) | 初代カートレット男爵 2代準男爵 ジョージ・カートレット (1667–1695) | 初代カートレット男爵 2代準男爵 ジョージ・カートレット (1667–1695) | 初代カートレット男爵 2代準男爵 ジョージ・カートレット (1667–1695) |                                                                                      |                                                                                      |                                                                                      |                                                                                      | 初代グランヴィル女伯爵 グレイス・カートレット (1654–1744)                            | 初代グランヴィル女伯爵 グレイス・カートレット (1654–1744)                            | 初代グランヴィル女伯爵 グレイス・カートレット (1654–1744) | 初代グランヴィル女伯爵 グレイス・カートレット (1654–1744) | 初代グランヴィル女伯爵 グレイス・カートレット (1654–1744) | 初代グランヴィル女伯爵 グレイス・カートレット (1654–1744) |  |  |
|                                            |                                            |                                            |                                            |                                                 |                                            |                                          |                                          |                                                                                    |                                                |                                                                   |                                                                   |                                                                   |                                                                   |                                                                   |                                                                   |                                                                                      |                                                                                      |                                                                                      |                                                                                      |                                                                                      |                                                                                      |                                                           |                                                           |                                                           |                                                           |  |  |
|                                            |                                            |                                            |                                            |                                                 |                                            |                                          |                                          | 2代グランヴィル伯爵 2代カートレット男爵 3代準男爵 ジョン・カートレット (1690–1763) |                                                |                                                                   |                                                                   |                                                                   |                                                                   |                                                                   |                                                                   |                                                                                      |                                                                                      |                                                                                      |                                                                                      |                                                                                      |                                                                                      |                                                           |                                                           |                                                           |                                                           |  |  |
|                                            |                                            |                                            |                                            |                                                 |                                            |                                          |                                          |                                                                                    |                                                |                                                                   |                                                                   |                                                                   |                                                                   |                                                                   |                                                                   |                                                                                      |                                                                                      |                                                                                      |                                                                                      |                                                                                      |                                                                                      |                                                           |                                                           |                                                           |                                                           |  |  |
|                                            |                                            |                                            |                                            |                                                 |                                            |                                          |                                          |                                                                                    |                                                |                                                                   |                                                                   |                                                                   |                                                                   |                                                                   |                                                                   |                                                                                      |                                                                                      |                                                                                      |                                                                                      |                                                                                      |                                                                                      |                                                           |                                                           |                                                           |                                                           |  |  |
| 2代ウェイマス子爵 トマス・シン (1710–1751) | 2代ウェイマス子爵 トマス・シン (1710–1751) | 2代ウェイマス子爵 トマス・シン (1710–1751) | 2代ウェイマス子爵 トマス・シン (1710–1751) | 2代ウェイマス子爵 トマス・シン (1710–1751)      | 2代ウェイマス子爵 トマス・シン (1710–1751) |                                          |                                          | ルイーザ・カートレット (1714–1736)                                                 | ルイーザ・カートレット (1714–1736)             | ルイーザ・カートレット (1714–1736)                                | ルイーザ・カートレット (1714–1736)                                | ルイーザ・カートレット (1714–1736)                                | ルイーザ・カートレット (1714–1736)                                |                                                                   |                                                                   | 3代グランヴィル伯爵 3代カートレット男爵 4代準男爵 ロバート・カートレット (1721–1776) | 3代グランヴィル伯爵 3代カートレット男爵 4代準男爵 ロバート・カートレット (1721–1776) | 3代グランヴィル伯爵 3代カートレット男爵 4代準男爵 ロバート・カートレット (1721–1776) | 3代グランヴィル伯爵 3代カートレット男爵 4代準男爵 ロバート・カートレット (1721–1776) | 3代グランヴィル伯爵 3代カートレット男爵 4代準男爵 ロバート・カートレット (1721–1776) | 3代グランヴィル伯爵 3代カートレット男爵 4代準男爵 ロバート・カートレット (1721–1776) |                                                           |                                                           |                                                           |                                                           |  |  |
| 2代ウェイマス子爵 トマス・シン (1710–1751) | 2代ウェイマス子爵 トマス・シン (1710–1751) | 2代ウェイマス子爵 トマス・シン (1710–1751) | 2代ウェイマス子爵 トマス・シン (1710–1751) | 2代ウェイマス子爵 トマス・シン (1710–1751)      | 2代ウェイマス子爵 トマス・シン (1710–1751) |                                          |                                          | ルイーザ・カートレット (1714–1736)                                                 | ルイーザ・カートレット (1714–1736)             | ルイーザ・カートレット (1714–1736)                                | ルイーザ・カートレット (1714–1736)                                | ルイーザ・カートレット (1714–1736)                                | ルイーザ・カートレット (1714–1736)                                |                                                                   |                                                                   | 3代グランヴィル伯爵 3代カートレット男爵 4代準男爵 ロバート・カートレット (1721–1776) | 3代グランヴィル伯爵 3代カートレット男爵 4代準男爵 ロバート・カートレット (1721–1776) | 3代グランヴィル伯爵 3代カートレット男爵 4代準男爵 ロバート・カートレット (1721–1776) | 3代グランヴィル伯爵 3代カートレット男爵 4代準男爵 ロバート・カートレット (1721–1776) | 3代グランヴィル伯爵 3代カートレット男爵 4代準男爵 ロバート・カートレット (1721–1776) | 3代グランヴィル伯爵 3代カートレット男爵 4代準男爵 ロバート・カートレット (1721–1776) |                                                           |                                                           |                                                           |                                                           |  |  |
|                                            |                                            |                                            |                                            |                                                 |                                            |                                          |                                          |                                                                                    |                                                |                                                                   |                                                                   |                                                                   |                                                                   |                                                                   |                                                                   | グランヴィル伯(1期)廃絶 カートレット男爵(1期)廃絶 準男爵位廃絶                       |                                                                                      |                                                                                      |                                                                                      |                                                                                      |                                                                                      |                                                           |                                                           |                                                           |                                                           |  |  |
|                                            |                                            |                                            |                                            |                                                 |                                            |                                          |                                          |                                                                                    |                                                |                                                                   |                                                                   |                                                                   |                                                                   |                                                                   |                                                                   |                                                                                      |                                                                                      |                                                                                      |                                                                                      |                                                                                      |                                                                                      |                                                           |                                                           |                                                           |                                                           |  |  |
|                                            |                                            |                                            |                                            |                                                 |                                            |                                          |                                          |                                                                                    |                                                |                                                                   |                                                                   |                                                                   |                                                                   |                                                                   |                                                                   |                                                                                      |                                                                                      |                                                                                      |                                                                                      |                                                                                      |                                                                                      |                                                           |                                                           |                                                           |                                                           |  |  |
|                                            |                                            |                                            |                                            | 1789年バース侯爵                                | 1789年バース侯爵                           | 1789年バース侯爵                         | 1789年バース侯爵                         | 1789年バース侯爵                                                                   | 1789年バース侯爵                               |                                                                   |                                                                   | 1784年カートレット男爵(2期)                                       | 1784年カートレット男爵(2期)                                       | 1784年カートレット男爵(2期)                                       | 1784年カートレット男爵(2期)                                       | 1784年カートレット男爵(2期)                                                          | 1784年カートレット男爵(2期)                                                          |                                                                                      |                                                                                      |                                                                                      |                                                                                      |                                                           |                                                           |                                                           |                                                           |  |  |
|                                            |                                            |                                            |                                            | 1789年バース侯爵                                | 1789年バース侯爵                           | 1789年バース侯爵                         | 1789年バース侯爵                         | 1789年バース侯爵                                                                   | 1789年バース侯爵                               | 初代バース侯 3代ウェイマス子爵 トマス・シン (1734–1796)           | 初代バース侯 3代ウェイマス子爵 トマス・シン (1734–1796)           | 初代バース侯 3代ウェイマス子爵 トマス・シン (1734–1796)           | 初代バース侯 3代ウェイマス子爵 トマス・シン (1734–1796)           | 初代バース侯 3代ウェイマス子爵 トマス・シン (1734–1796)           | 初代バース侯 3代ウェイマス子爵 トマス・シン (1734–1796)           | 1784年カートレット男爵(2期)                                                          | 1784年カートレット男爵(2期)                                                          |                                                                                      |                                                                                      | 初代カートレット男爵 ヘンリー・カートレット (1735-1826)                              | 初代カートレット男爵 ヘンリー・カートレット (1735-1826)                              | 初代カートレット男爵 ヘンリー・カートレット (1735-1826)   | 初代カートレット男爵 ヘンリー・カートレット (1735-1826)   | 初代カートレット男爵 ヘンリー・カートレット (1735-1826)   | 初代カートレット男爵 ヘンリー・カートレット (1735-1826)   |  |  |
|                                            |                                            |                                            |                                            |                                                 |                                            |                                          |                                          |                                                                                    |                                                | 初代バース侯 3代ウェイマス子爵 トマス・シン (1734–1796)           | 初代バース侯 3代ウェイマス子爵 トマス・シン (1734–1796)           | 初代バース侯 3代ウェイマス子爵 トマス・シン (1734–1796)           | 初代バース侯 3代ウェイマス子爵 トマス・シン (1734–1796)           | 初代バース侯 3代ウェイマス子爵 トマス・シン (1734–1796)           | 初代バース侯 3代ウェイマス子爵 トマス・シン (1734–1796)           |                                                                                      |                                                                                      |                                                                                      |                                                                                      | 初代カートレット男爵 ヘンリー・カートレット (1735-1826)                              | 初代カートレット男爵 ヘンリー・カートレット (1735-1826)                              | 初代カートレット男爵 ヘンリー・カートレット (1735-1826)   | 初代カートレット男爵 ヘンリー・カートレット (1735-1826)   | 初代カートレット男爵 ヘンリー・カートレット (1735-1826)   | 初代カートレット男爵 ヘンリー・カートレット (1735-1826)   |  |  |
|                                            |                                            |                                            |                                            |                                                 |                                            |                                          |                                          |                                                                                    |                                                |                                                                   |                                                                   |                                                                   |                                                                   |                                                                   |                                                                   |                                                                                      |                                                                                      |                                                                                      |                                                                                      |                                                                                      |                                                                                      |                                                           |                                                           |                                                           |                                                           |  |  |
|                                            |                                            |                                            |                                            |                                                 |                                            |                                          |                                          |                                                                                    |                                                |                                                                   |                                                                   |                                                                   |                                                                   |                                                                   |                                                                   |                                                                                      |                                                                                      |                                                                                      |                                                                                      |                                                                                      |                                                                                      |                                                           |                                                           |                                                           |                                                           |  |  |
| 2代バース侯 トマス・シン (1765-1837)       | 2代バース侯 トマス・シン (1765-1837)       | 2代バース侯 トマス・シン (1765-1837)       | 2代バース侯 トマス・シン (1765-1837)       | 2代バース侯 トマス・シン (1765-1837)            | 2代バース侯 トマス・シン (1765-1837)       |                                          |                                          | 2代カートレット男爵 ジョージ・シン (1770-1838)                                     | 2代カートレット男爵 ジョージ・シン (1770-1838) | 2代カートレット男爵 ジョージ・シン (1770-1838)                    | 2代カートレット男爵 ジョージ・シン (1770-1838)                    | 2代カートレット男爵 ジョージ・シン (1770-1838)                    | 2代カートレット男爵 ジョージ・シン (1770-1838)                    |                                                                   |                                                                   | 3代カートレット男爵 ジョン・シン (1772-1849)                                         | 3代カートレット男爵 ジョン・シン (1772-1849)                                         | 3代カートレット男爵 ジョン・シン (1772-1849)                                         | 3代カートレット男爵 ジョン・シン (1772-1849)                                         | 3代カートレット男爵 ジョン・シン (1772-1849)                                         | 3代カートレット男爵 ジョン・シン (1772-1849)                                         |                                                           |                                                           |                                                           |                                                           |  |  |
| 2代バース侯 トマス・シン (1765-1837)       | 2代バース侯 トマス・シン (1765-1837)       | 2代バース侯 トマス・シン (1765-1837)       | 2代バース侯 トマス・シン (1765-1837)       | 2代バース侯 トマス・シン (1765-1837)            | 2代バース侯 トマス・シン (1765-1837)       |                                          |                                          | 2代カートレット男爵 ジョージ・シン (1770-1838)                                     | 2代カートレット男爵 ジョージ・シン (1770-1838) | 2代カートレット男爵 ジョージ・シン (1770-1838)                    | 2代カートレット男爵 ジョージ・シン (1770-1838)                    | 2代カートレット男爵 ジョージ・シン (1770-1838)                    | 2代カートレット男爵 ジョージ・シン (1770-1838)                    |                                                                   |                                                                   | 3代カートレット男爵 ジョン・シン (1772-1849)                                         | 3代カートレット男爵 ジョン・シン (1772-1849)                                         | 3代カートレット男爵 ジョン・シン (1772-1849)                                         | 3代カートレット男爵 ジョン・シン (1772-1849)                                         | 3代カートレット男爵 ジョン・シン (1772-1849)                                         | 3代カートレット男爵 ジョン・シン (1772-1849)                                         | カートレット男爵(2期)廃絶                                 |                                                           |                                                           |                                                           |  |  |
| バース侯爵家へ                             |                                            |                                            |                                            |                                                 |                                            |                                          |                                          |                                                                                    |                                                |                                                                   |                                                                   |                                                                   |                                                                   |                                                                   |                                                                   |                                                                                      |                                                                                      |                                                                                      |                                                                                      |                                                                                      |                                                                                      |                                                           |                                                           |                                                           |                                                           |  |  |